# Большая Спасская улица (Москва)
Больша́я Спа́сская улица — улица в центре Москвы в Красносельском районе между Садовой-Спасской и Каланчёвской улицами.

## Происхождение названия
Название возникло в XVIII веке по церкви Спаса Преображения (известна с XVII века, приделы расширены в 1872 году архитектором Н. И. Финисовым; в 1937 году была разрушена) и Спасской дворцовой слободе. Некоторое время улица называлась Березинским переулком — по фамилии домовладельца XIX века.

## Описание
Большая Спасская улица начинается от Садового кольца на границе Большой Сухаревской площади и Садовой-Спасской улицы, проходит на север параллельно 1-му Коптельскому переулку, справа на неё выходят Скорняжный и Докучаев переулки, слева — Глухарёв переулок, затем улица поворачивает на восток, справа на неё выходит Спасский тупик, а слева — 2-й Коптельский переулок. Заканчивается на Каланчёвской улице напротив станции Москва-Каланчёвская Алексеевской соединительной линии.

## Примечательные здания и сооружения
по нечётной стороне:
- № 9 — посольство Таиланда.
- № 11 — в 1930-е годы в подвальном помещении жил философ А. Зиновьев.
- № 19а, строение 1 — дом поэта А. Н. Майкова.
- № 19 — Здание Ломбарда (1908 год, архитектор И. М. Рыбин).
- № 37 — доходный дом начала XX века, снесён в 2017 году[1][2].

по чётной стороне:
- № 8 — В этом доме провела свои последние годы писательница Анастасия Цветаева, сестра известной поэтессы Марины Цветаевой, о чем свидетельствует мемориальная доска рядом с подъездом № 2. В этот период она пишет мемуарные книги «Старость и молодость» (опубликована в 1988 году) и последние издания «Воспоминаний».
- № 12 — посольство Алжира (консульский отдел).